# Länsväg 104
Länsväg 104 går mellan Saxtorp, Kävlinge, Gårdstånga och Sjöbo.
Hela sträckan ligger i Skåne, inom Landskrona, Kävlinge, Eslövs och Sjöbo kommuner. Vägen går parallellt med Saxån mellan Saxtorp och Dösjebro. Mellan Kävlinge och Vombsjön går vägen parallellt med Kävlingeån, via bland annat Örtofta, Flyinge, Revingeby och Harlösa. Strax öster om Vombsjön ligger slottet Övedskloster.
Vägen ansluter till:
- Länsväg 110 (Saxtorp)
- Länsväg 108 (Kävlinge)
- E22 (Gårdstånga)
- Riksväg 13 (Sjöbo)

## Historia
Vägen Kävlinge–Sjöbo fick nummer 43 när vägnummer infördes på 1940-talet. Då gick väg 104 Falkenberg–Gällared. Vägen Löddeköpinge–Kävlinge–Sjöbo fick numret 104 vid reformen 1962. Från 1970-talet gick 104:an från Saxtorp istället.